# Bitrig
Bitrig（ビットリグ）は、Unix系のBSDの子孫であるOpenBSDから分岐したオープンソースのオペレーティングシステムで、AMD64とARMv7のプラットフォームについてサポートする。

## 概要
OpenBSDはその高いセキュリティで知られているが、その開発姿勢については新機能の導入に保守的であるとされている。Bitrigでは、コンパイラはGCCからLLVM/Clang（バージョン3.4）をサポートするなど、モダンなアーキテクチャのプラットフォームをサポートすることを掲げている。
ベースシステムとして使用されたGNUのツールはTexinfoのみとするなど、商業的にも使用しやすいコードベースだとされる。GPTのパーティション配置は、バージョン1.0リリース時点においてBitrigによりサポートされており、仮想化やUEFI等に関するサポートのプランも予定されている。